# Republika Munsteru
Republika Munsteru (ang. Munster Republic) - nieformalne określenie używane przez irlandzkich republikanów z IRA dla terenów w prowincji Munster, które znajdowały się w ich rękach w początkach irlandzkiej wojny domowej. Nigdy oficjalnie nie ogłoszono powstania państwa w sensie prawnym.
Po walkach w Dublinie (28 czerwca-5 lipca 1922) miasto znalazło się w rękach władz tworzonego we współpracy z Wielką Brytanią Wolnego Państwa Irlandzkiego. Siły przeciwne porozumieniu z Brytyjczykami w ówczesnym kształcie, a wywodzące się z radykalnego skrzydła IRA zostały zepchnięte na tereny na południowym zachodzie kraju, poza linię Limerick-Waterford. Jeden z republikańskich przywódców, Liam Lynch, chciał użyć idei Republiki Munsteru do wymuszenia renegocjacji porozumienia brytyjsko-irlandzkiego i odtworzenia Republiki Irlandzkiej z lat 1919–21.
Siłom republikańskim brakowało w wojnie ciężkiego sprzętu, którego szeroki strumień płynął od Brytyjczyków do władz Wolnego Państwa Irlandzkiego. Władze podjęły ofensywę przeciw Republice w lipcu 1922 roku. Z łatwością zdobyto Limerick i Waterford, w rękach republikańskich pozostało jedynie Cork, które zdobyto 10 sierpnia. Republikanie rozproszyli się wśród ludności wiejskiej kontynuując walki partyzanckie do kwietnia 1923 roku.